# Malki Voden, Haskovo
Malki Voden (în bulgară Малки Воден) este un sat în comuna Madjarovo, regiunea Haskovo,  Bulgaria. 

## Demografie
Componența etnică a satului Malki Voden
     Bulgari (100%)
     Nicio identificare (0%)
     Altele (0%)
La recensământul din 2011, populația satului Malki Voden era de 13 locuitori. Din punct de vedere etnic, toți locuitorii erau bulgari.